# Korytów (Kłodzko)

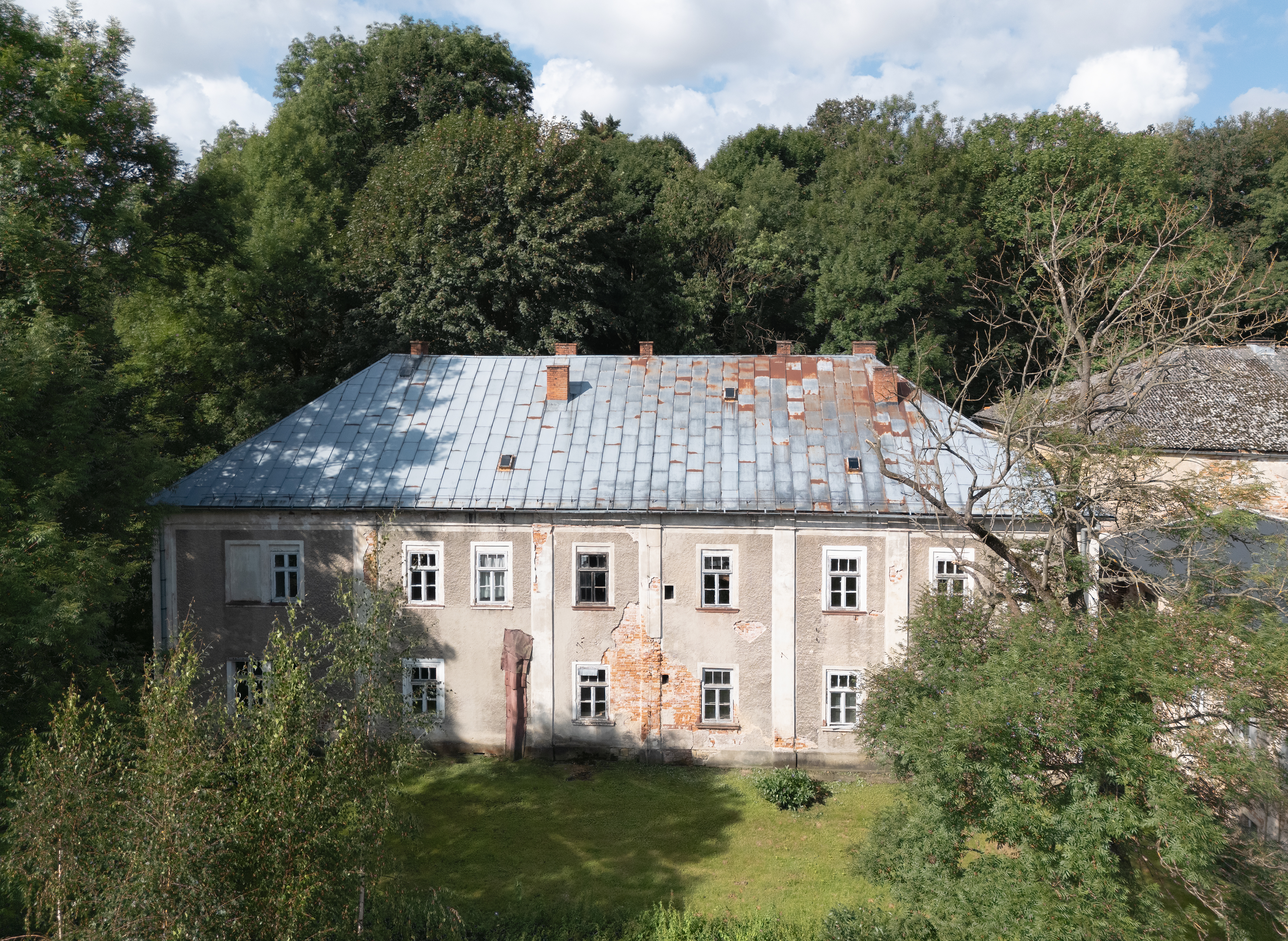
Das leerstehende Schloss in Korytów

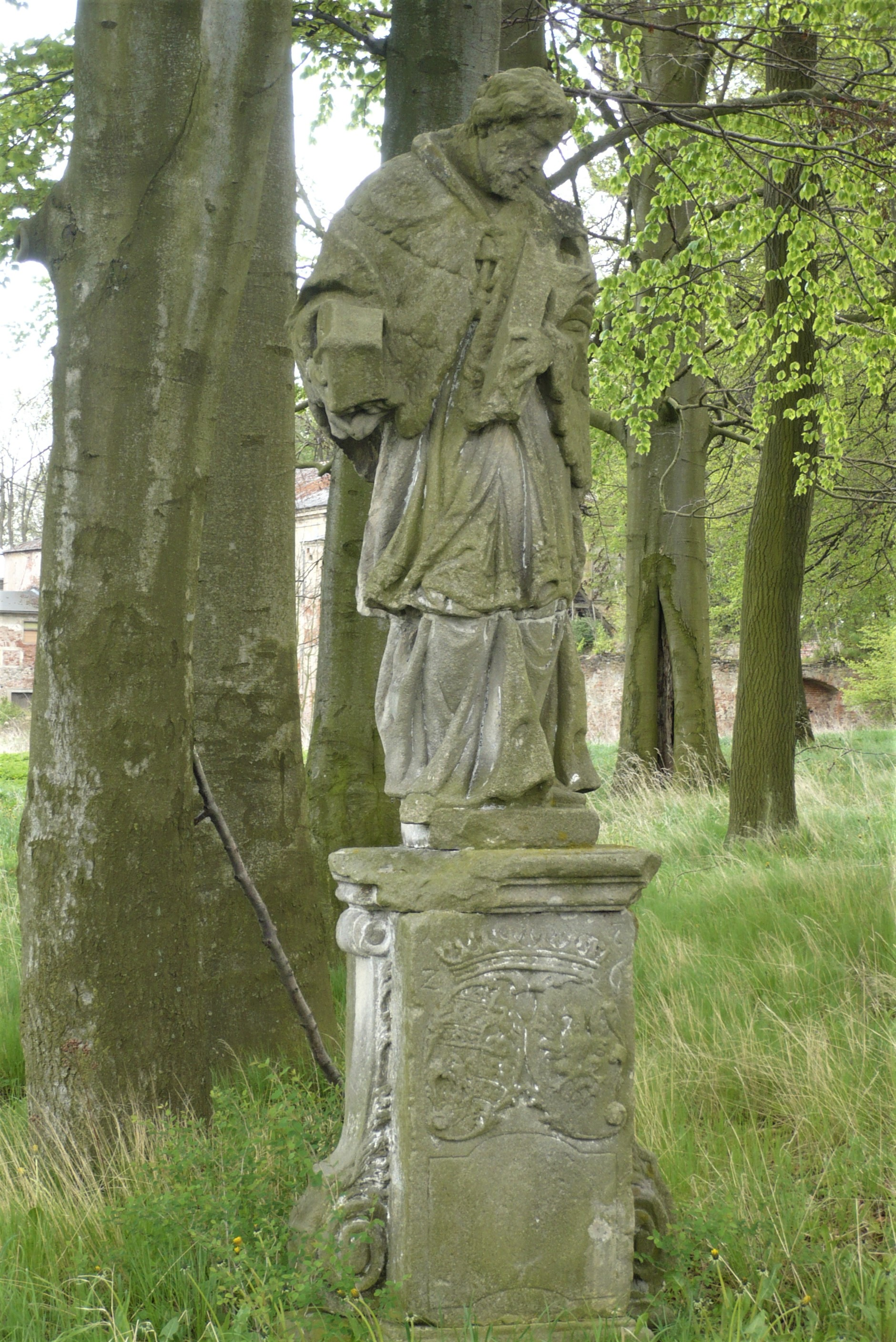
Statue des böhmischen Landesheiligen Johannes Nepomuk

Korytów (deutsch Koritau; 1937–1945 Kartau; tschechisch Korytov) ist ein Ort in der Landgemeinde Kłodzko im Powiat Kłodzki der Wojewodschaft Niederschlesien in Polen. Es liegt vier Kilometer nordwestlich von Kłodzko (Glatz).

## Geographie
Korytów liegt im Tal der Steine. Nachbarorte sind Bierkowice (Birgwitz) im Norden, Ścinawica (Steinwitz) und Gołogłowy (Hollenau) im Nordosten, Ustronie (Halbendorf) im Osten, Mikowice (Mügwitz) im Süden, Roszyce (Roschwitz) im Südwesten, Kamieniec (Kamnitz) und Ruszowice (Rauschwitz) im Westen sowie Piszkowice (Pischkowitz) im Nordwesten.

## Geschichte
Koritau wurde erstmals 1291 als königliches Böhmisches Kammergut erwähnt. In diesem Jahre schenkte der böhmische König Wenzel II. einen Zehnt aus dem ihm gehörenden Gut „Choritowe“ der Glatzer Pfarrkirche Mariä Himmelfahrt. Der böhmische König Johann von Luxemburg bestätigte diese Schenkung in „Choritaw“ am 5. Juli 1319 in Nürnberg. Es war Sitz der Koritau und gehörte zum Glatzer Land, mit dem es die Geschichte seiner politischen und kirchlichen Zugehörigkeit von Anfang an teilte.
Um 1400 war das Koritauer Gut im Besitz der Familie von Ratold. 1499 gewährten die Brüder Albrecht, Georg und Karl von Münsterberg, die zugleich Grafen von Glatz waren, dem Pischkowitzer Grundherrn Hans von Haugwitz und dessen Nachkommen das Jagdrecht über Koritau. Bis 1577 blieb Koritau Kammergut. In diesem Jahr verkaufte es der böhmische Landesherr Rudolf II. zusammen mit anderen Kammerdörfern zur Bestreitung der Kosten der Türkenkriege. Koritau erwarb Rudolfs Mundschenk Friedrich von Falkenhain, der zugleich auch die Dörfer Hollenau, Kamnitz, Reichenau und Heyde erwarb. Er war seit 1571 mit Anna von Reichenbach, verwitwete von Seydlitz, verheiratet. 1580 erwarb er von den kaiserlichen Kammerdienern Caspar Bernauer und Hans Popp das später als „Rübischhof“ bezeichnete Vorwerk in Oberschwedeldorf, welches jedoch 1585 durch einen Blitzschlag ausbrannte. 1586 ließ Friedrich von Falkenhain ein Freirichtergut errichten und erwarb 1597 von Adam von Tschischwitz den Oberhof in Altwilmsdorf. Auf ausgerodetem Forstgrund ließ er in der Nähe von Heyde ein kleines Dorf errichten, das er Falkenhain benannte.
Nach dem Tode seines Vaters verkaufte Seyfried von Falkenhain das Reichenauer Vorwerk samt Zubehör an Christoph von Donig auf Oberschwedeldorf und ein Jahr später den Altwilmsdorfer Oberhof und seinen Anteil an Heyde dem Glatzer Jesuitenkolleg. Da Seyfried ohne leibliche Erben verstorben war, erbte dessen Schwester Anna Margaretha, die mit dem kaiserlichen Kriegsrat und Obristen Gottfried von Rübisch verheiratet war, den Ort Koritau. Im Dreißigjährigen Krieg brannten die Kaiserlichen 1622 das Koritauer herrschaftliche Wohnhaus und die dazugehörigen Wirtschaftsgebäude ab. Die seit 1621 verwitwete Anna Margaretha heiratete in zweiter Ehe den Wenzel Adam Podstatsky von Prusinowitz aus Mähren. Nach ihrem Tode 1632 entstand um die Erbansprüche ein langwieriger Prozess, in dessen Folge das Gut in Verfall geraten war und u. a. durch Dietrich von Haugwitz auf Oberpischkowitz und Adam Christian von Ampassek auf Niederpischkowitz zwangsverwaltet wurde.
Die Kreditvereinigung der Rittergutsbesitzer der Schlesischen Landschaft verkaufte Koritau schließlich 1647 mitsamt dem Ober- und Niedergericht an den kaiserlichen Obristen und Glatzer Kommandanten Wolfgang Ferdinand von Fitsch. Er vereinte die Herrschaft Koritau mit dem benachbarten Reichenau und dem Oberschwedeldorfer „Engelhof“, die seit 1640 in seinem Besitz waren. 1649 wurde der Koritauer Hof wiederum Opfer einer Brandkatastrophe. 1652 erbte Koritau Otto Heinrich von Fitsch, der 1671 nebst seinen ehelichen Nachkommen in den Freiherrenstand erhoben wurde. Wegen Überschuldung musste die ganze Herrschaft Koritau 1685 an Johann Isaias von Hartig, Erbherrn auf Rückers, verkauft werden. Dieser ersteigerte 1700 meistbietend noch das Gut Birgwitz und fügte es der Herrschaft Koritau ein. Nach dessen Tod 1708 wurden die Besitzungen unter seinen Söhnen geteilt. Die Herrschaft Koritau fiel durch gerichtlichen Beschluss 1711 an den dritten Sohn Anton Isaias von Hartig. Er war kaiserlicher Reichshofrat in Wien und mit Maria Catharina von Hock verheiratet. In Koritau erbaute er das Schloss. Noch vor seinem Tod 1753 wurde er in den Grafenstand erhoben. Sein Sohn Anton Casimir von Hartig verkaufte die Herrschaft Koritau 1761 an den Kommerzienrat und Erbherrn auf Niederrathen, Leopold G(e)nedel. Nach dessen Tod erwarb der Pischkowitzer Grundherr Anton Graf von Haugwitz den Ort, der dann 1796 Teile der Koritauer Herrschaft (Reichenau, Kamnitz, Ludwigsdörfel u. a.) dem Anton Franz verkaufte.
Nach dem Ersten Schlesischen Krieg 1742 und endgültig mit dem Hubertusburger Frieden 1763 fiel Koritau zusammen mit der Grafschaft Glatz an Preußen. Nach der Neugliederung Preußens gehörte es ab 1815 zur Provinz Schlesien und war ab 1816 dem Landkreis Glatz eingegliedert, mit dem es bis 1945 verbunden blieb.
Um 1800 gehörten zur Herrschaft Koritau die Dörfer Birgwitz, Hollenau und Falkenhain sowie Anteile von Schwenz, Hohberg, Oberschwedeldorf, Ludwigsdörfel und Mügwitz. Für diese Zeit sind nachgewiesen: ein Schloss mit Vorwerk, ein Kretscham, vier Bauern, elf Gärtner und Häusler, unter diesen ein Schmied und ein Schuhmacher.
Seit 1874 bildete Koritau den Amtsbezirk Coritau, zu dem die Landgemeinden Koritau, Hollenau, Mügwitz, Nieder Halbendorf, Roschwitz und Steinwitz sowie die Gutsbezirke Koritau und Mügwitz gehörten.
Als Folge des Zweiten Weltkriegs fiel Koritau 1945 mit dem größten Teil Schlesiens an Polen und wurde in Korytów umbenannt. Die deutsche Bevölkerung wurde – soweit sie vorher nicht geflohen war – 1946 vertrieben. Die neu angesiedelten Bewohner waren teilweise Zwangsumgesiedelte aus Ostpolen, das an die Sowjetunion gefallen war. In den Jahren 1975 bis 1998 gehörte Korytów zur Woiwodschaft Wałbrzych (Waldenburg).

## Sehenswürdigkeiten
- Das Schloss Koritau wurde 1711 durch den damaligen Grundherrn Anton Isaias von Hartig errichtet.